# Porismus strigatus
Porismus strigatus (лат.) — вид насекомых из семейства Osmylidae, единственный в роде Porismus и подсемействе Porisminae. Распространён на территории австралийских штатов Виктория и Новый Южный Уэльс.

## Описание
Подсемейство Porisminae близко к подсемействам Stenosmylinae и Eidoporisminae: так же как и у них жилка MP в переднем крыле ветвится дистально. Отличается от последних наличием множества субкостальных жилок (у Stenosmylinae и Eidoporisminae субкостальная жилка только одна). Porismus strigatus легко узнаваем благодаря яркой окраске крыльев, в которой сочетаются коричневые, синие и жёлтые цвета.